# World Super Challenge femminile
La World Super Challenge, conosciuta anche come World Super Six, era una competizione pallavolistica creata nel 1996, nata in sostituzione del World Top Four, abolito due anni prima.
Al torneo partecipavano 6 squadre nazionali invitate dal FIVB. A seguito della riforma delle competizioni internazionali questo torneo è stato abolito dopo solo una edizione disputata, nel 1996.

## Edizioni
| Edizione      | Edizione      |  | Podio    | Podio   | Podio   |
| Anno          | Organizzatore |  | Campione | Seconda | Terza   |
| ------------- | ------------- |  | -------- | ------- | ------- |
| 1996 Dettagli | Giappone      |  | Cina     | Cuba    | Brasile |

## Medagliere
| Pos. | Squadra | 1º posto | 2º posto | 3º posto | Totale |
| ---- | ------- | -------- | -------- | -------- | ------ |
| 1    | Cina    | 1        | -        | -        | 1      |
| 2    | Cuba    | -        | 1        | -        | 1      |
| 3    | Brasile | -        | -        | 1        | 1      |